# Los amantes pasajeros
Los amantes pasajeros es una película española de 2013 escrita y dirigida por Pedro Almodóvar, la 19.ª película en la carrera del director manchego que supone su regreso a la comedia.
Tanto el cartel como el diseño gráfico fue realizado por Javier Mariscal. El vestuario que lucen los azafatos y pilotos en la película fue diseñado por David Delfín.
Algunas escenas de la película se rodaron en el Aeropuerto de Ciudad Real.
La película se estrenó el 8 de abril de 2013, y lo hizo simultáneamente en Madrid y en Calzada de Calatrava, localidad natal del director.

## Sinopsis
En un vuelo de Madrid a la Ciudad de México de un Airbus A340 de la compañía Península, surge un problema grave, en el que los pasajeros, al verse al borde de la muerte, poco a poco irán sacando sus secretos más íntimos. 
Algunos de los pasajeros son un particular trío de azafatos, Fajas (Carlos Areces), Joserra (Javier Cámara) y Ulloa (Raúl Arévalo); una vidente llamada Bruna (Lola Dueñas), que aún es virgen pues asusta a los hombres; el copiloto del avión Benito Morón (Hugo Silva); el comandante del avión Álex Acero (Antonio de la Torre), un feliz padre de familia, con un novio alcohólico; el señor Más (José Luis Torrijo), un empresario corrupto que está huyendo de España; Infante (José María Yazpik), un hombre del que se sabe poco, solo que está leyendo el libro 2666; Norma Boss (Cecilia Roth), el error hecho mujer; Ricardo Galán (Guillermo Toledo), un actor fracasado; dos novios que van a Cancún de luna de miel (Miguel Ángel Silvestre y Laya Martí).
Otros personajes de la película son Ruth (Blanca Suárez); Alba (Paz Vega); León (Antonio Banderas), operario que comete un fallo que pondrá en juego la vida de los pasajeros; Jessica (Penélope Cruz), la encargada de transportar las maletas; la portera del edificio donde vive Alba (Carmen Machi).

## Reparto
- Carlos Areces como Fajas
- Javier Cámara como Joserra Berasategui
- Raúl Arévalo como Ulloa
- Lola Dueñas como Bruna
- Hugo Silva como Benito Morón
- Antonio de la Torre como Álex Acero
- José Luis Torrijo como El señor Más
- José María Yazpik como Infante
- Cecilia Roth como Norma Boss
- Penélope Cruz como Jessica
- Antonio Banderas como León
- Carmen Machi como La portera
- Blanca Suárez como Ruth
- Willy Toledo como Ricardo Galán
- Paz Vega como Alba
- Miguel Ángel Silvestre como El novio
- Laya Martí como La novia
- Nasser Saleh como Joven étnico

## Críticas
La crítica en general fue desfavorable. Por ejemplo, el popular sitio web "Rotten Tomatoes" calificó a la película con un promedio total de 49 % de votos positivos[cita requerida]. A pesar de ello, obtuvo éxito comercial: recaudó unos 14,6 millones de euros.

## Premios y nominaciones[6][7][8][9]
| Premios                  | Categoría                                | Resultado |
| ------------------------ | ---------------------------------------- | --------- |
| Premios Platino          | Mejor música original – Alberto Iglesias | Nominado  |
| Premios Goya             | Mejor Vestuario – Tatiana Hernández      | Nominada  |
| Premios Feroz            | Mejor Actor de Reparto – Raúl Arévalo    | Nominado  |
| Premios Feroz            | Mejor Actor de Reparto – Carlos Areces   | Nominado  |
| Premios Feroz            | Mejor Música Original – Alberto Iglesias | Nominado  |
| Premios Feroz            | Mejor Tráiler - Pedro Almodóvar          | Ganador   |
| Premios Feroz            | Mejor Cartel - Javier Mariscal           | Nominado  |
| Premios del Cine Europeo | Mejor Comedia Europea                    | Nominada  |
| Premios del Cine Europeo | People’s Choice Award                    | Nominado  |